# Kanton Saint-Didier-en-Velay
Kanton Saint-Didier-en-Velay (fr. Canton de Saint-Didier-en-Velay) je francouzský kanton v departementu Haute-Loire v regionu Auvergne. Tvoří ho sedm obcí.

## Obce kantonu
- Pont-Salomon
- Saint-Didier-en-Velay
- Saint-Ferréol-d'Auroure
- Saint-Just-Malmont
- Saint-Romain-Lachalm
- Saint-Victor-Malescours
- La Séauve-sur-Semène